# Мата, Клинтон
Кли́нтон Муко́ни Ма́та Пе́дру Лоуре́нсу (порт. Clinton Mukoni Mata Pedro Lourenço; родился 7 ноября 1992 года, Вервье, Бельгия) — ангольский футболист, полузащитник французского клуба «Олимпик Лион».

## Клубная карьера
Мата — воспитанник клуба «Эйпен» из своего родного города. В 2014 году перешёл в бельгийский клуб «Шарлеруа». Дебютировал 24 сентября в матче против бельгийского клуба «Эйпен». Свой первый гол за клуб он забил 1 апреля 2017 года в матче против бельгийского клуба «Остенде». В 2017 году его арендовал клуб «Генк».
Летом 2018 года Клинтон перешёл в бельгийский «Брюгге». За клуб он сыграл 15 матчей. Дебютировал 29 сентября в матче против бельгийского клуба «Серкль Брюгге».

## Международная карьера
В 2013 году в составе молодёжной сборной Конго Клинтон Мата принял участие на турнире в Тулоне. В 2015 году играл в составе сборной Анголы.

## Достижения
«Брюгге»
- Чемпион Бельгии (2): 2019/20, 2020/21
- Обладатель Суперкубка Бельгии (3): 2018, 2021, 2022